# Per Gustafsson
Per Gustafsson (* 4. Juni 1970 in Oskarshamn) ist ein ehemaliger schwedischer Eishockeyspieler, der während seiner aktiven Karriere überwiegend für den HV71 in der schwedischen Elitserien spielte.

## Karriere
Gustafsson begann seine Karriere beim HV71, für den er zunächst bis 1996 spielte. Nachdem ihm die Florida Panthers im NHL Entry Draft 1994 in der elften Runde an insgesamt 261. Stelle gezogen hatten, wechselte er zur Saison 1996/97 in die National Hockey League zu den Panthers. Dort absolvierte der Linksschütze 58 Partien und wurde auf Anhieb zweitbester Verteidiger nach Scorer-Punkten. Nach der Spielzeit absolvierte der Schwede Partien für die Toronto Maple Leafs sowie deren Farmteam, die St. John’s Maple Leafs. Darüber hinaus kam er zu Einsätzen bei den Ottawa Senators.
1998 kehrte Gustafsson wieder zu seinem Heimatverein HV71 zurück, für den er bis zum Saisonende 2009/10 spielte. Mit 20 Spielzeiten im Trikot des HV71 ist er der vereinsinterne Rekordhalter für die meisten Spiele. Darüber hinaus schoss der Assistenzkapitän 1991 in einem Spiel gegen Luleå HF ein Tor nach sechs Sekunden, welches als das am schnellsten geschossene der Elitserien gilt.

### International
Für die schwedische Eishockeynationalmannschaft stand Gustafsson bei der Weltmeisterschaft 1996 auf dem Eis und erreichte mit seinem Team den sechsten Platz. Sein größter internationaler Erfolg gelang ihm mit dem Gewinn der Silbermedaille bei der Weltmeisterschaft 2003.

## Erfolge und Auszeichnungen
| - 1995 Schwedischer Meister mit dem HV71 - 1996 Schwedische All-Star-Team - 2000 Elitserien All-Star-Game - 2001 Elitserien All-Star-Game - 2004 Schwedischer Meister mit dem HV71 | - 2004 Schwedische All-Star-Team - 2008 Schwedischer Meister mit dem HV71 - 2009 Schwedischer Vizemeister mit dem HV71 - 2010 Schwedischer Meister mit dem HV71 |

### International
- 2003 Silbermedaille bei der Weltmeisterschaft

## Karrierestatistik
(Legende zur Spielerstatistik: Sp oder GP = absolvierte Spiele; T oder G = erzielte Tore; V oder A = erzielte Assists; Pkt oder Pts = erzielte Scorerpunkte; SM oder PIM = erhaltene Strafminuten; +/− = Plus/Minus-Bilanz; PP = erzielte Überzahltore; SH = erzielte Unterzahltore; GW = erzielte Siegtore; 1 Play-downs/Relegation; Kursiv: Statistik nicht vollständig)